# 1842年7月8日日食
1842年7月8日日食为一次在协调世界时1842年7月8日出現的日全食。該次日食食分為1.0543，食甚維持4分5秒。

## 概述
這次日食的食分是1.0543，全食維持4分5秒。

## 基本參數
- 類型：日全食
- 食甚資料：
  - 日期：1842年7月8日
  - 時間：7時6分27秒
  - 地點：50N 84E
  - 食分：1.0543
  - 日全食持續時間：4分5秒

## 文獻記錄
中國史書《清實錄》記載，「道光二十二年壬寅，六月戊寅朔，日食。」</ref>經後人推算，西元1842年7月8日中國時區下午16點0分，北京可見食分0.88。

## 外部連結
- NASA日食專頁（页面存档备份，存于）（英文）